# 博什蒂扬·纳赫巴
波斯簡·納赫巴（1980年7月3日—），斯洛維尼亞籃球運動員。他現在是底特律活塞球探，他曾是斯洛維尼亞國家男子籃球隊的一員。